# Stazione di Tottori

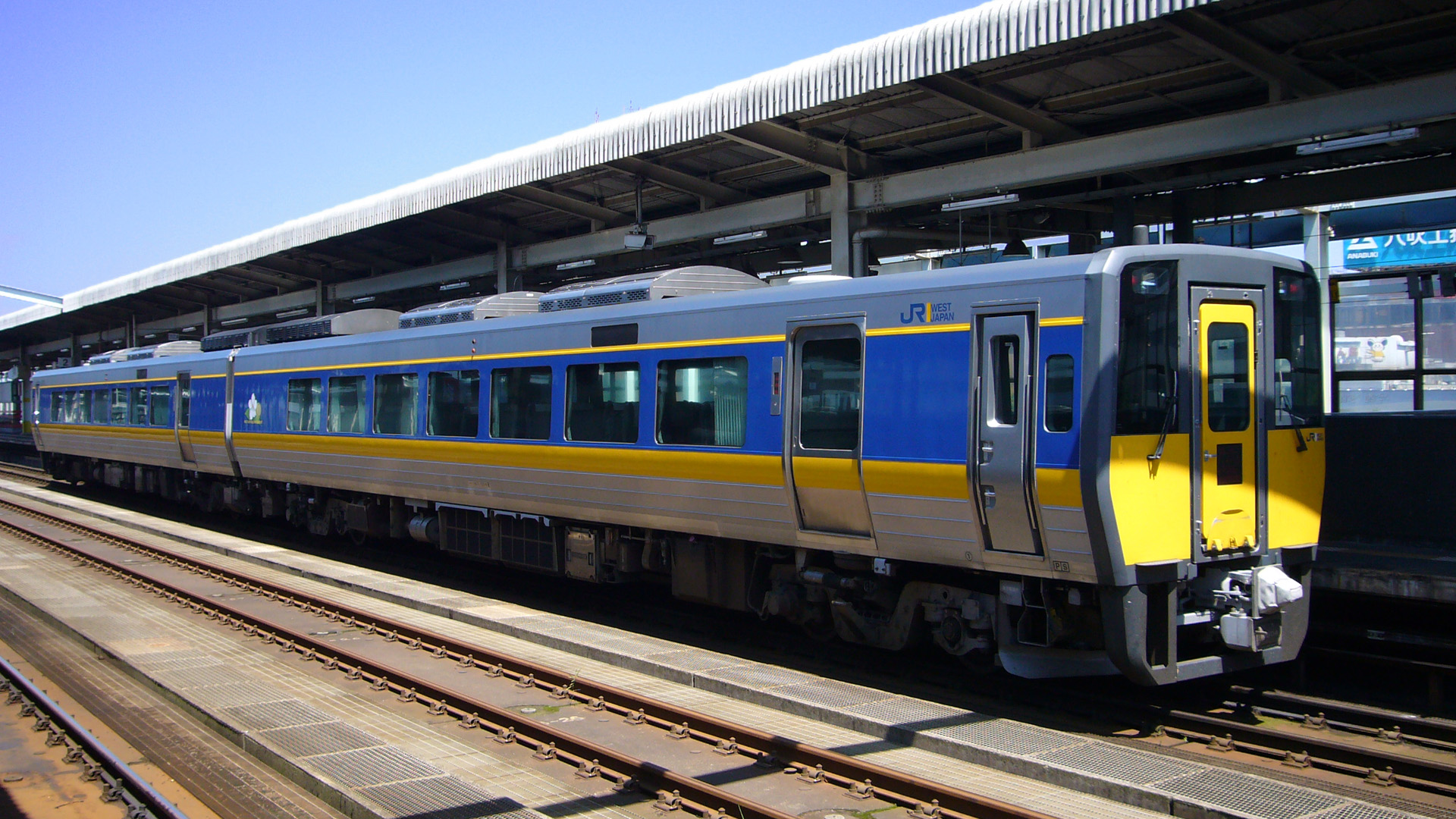
Un treno rapido fermo alla stazione di Tottori

La stazione di Tottori (鳥取駅?, Tottori-eki) è la principale stazione ferroviaria della città di Tottori, capoluogo della prefettura omonima in Giappone. Si trova sulla linea principale San'in ed è capolinea per la linea Inbi.

## Linee e servizi
JR West
■ Linea Inbi
■ Linea principale San'in

### Treni a lunga percorrenza
Presso la stazione di Tottori fermano anche diversi treni a lunga percorrenza:
- Espresso Limitato Super Hakuto (Kyoto - Kamigōri - Chizu - Tottori - Kurayoshi)
- Espresso Limitato Super Oki (Tottori - Yonago - Masuda - Shin-Yamaguchi)
- Espresso Limitato Super Matsukaze (Tottori - Yonago - Masuda)
- Espresso Limitato Hamakaze (Osaka - Himeji - Wadayama - Tottori)
- Espresso Limitato Super Inaba (Okayama - Kamigōri - Chizu - Tottori)
- Rapido Tottori Liner (Tottori - Yonago - Izumoshi)

## Struttura
Realizzata su viadotto, la stazione dispone di diversi servizi, fra cui biglietteria, servizi igienici e una piccola area commerciale, al livello del terreno, e quattro binari passanti con due banchine a isola sopraelevate.
| 1-2 | ■ Linea principale San'in | per Kurayoshi e Yonago                        |
| 1-2 | ■ Linea principale San'in | per Hamasaka e Toyooka                        |
| 1-2 | ■ Linea Inbi              | per Wakasa, Chizu, Okayama, Sannomiya e Osaka |
| 3   | ■ Linea principale San'in | per Kurayoshi e Yonago                        |
| 3   | ■ Linea principale San'in | per Hamasaka                                  |
| 3   | ■ Linea Inbi              | per Wakasa, Chizu e Okayama                   |
| 4   | ■ Linea principale San'in | per Kurayoshi e Yonago                        |
| 4   | ■ Linea Inbi              | per Wakasa, Chizu e Okayama                   |

## Stazioni adiacenti
| «                       | Servizio                | »                       |
| Linea principale San'in | Linea principale San'in | Linea principale San'in |
| ----------------------- | ----------------------- | ----------------------- |
| Fukube                  | Locale Rapido           | Koyama                  |
| Linea Inbi              |                         |                         |
| Capolinea               | Locale Rapido           | Tsunoi                  |